# Aigen im Ennstal
Pour les articles homonymes, voir Aigen.
Aigen im Ennstal est une commune autrichienne du district de Liezen en Styrie.